# Orión (mitología)

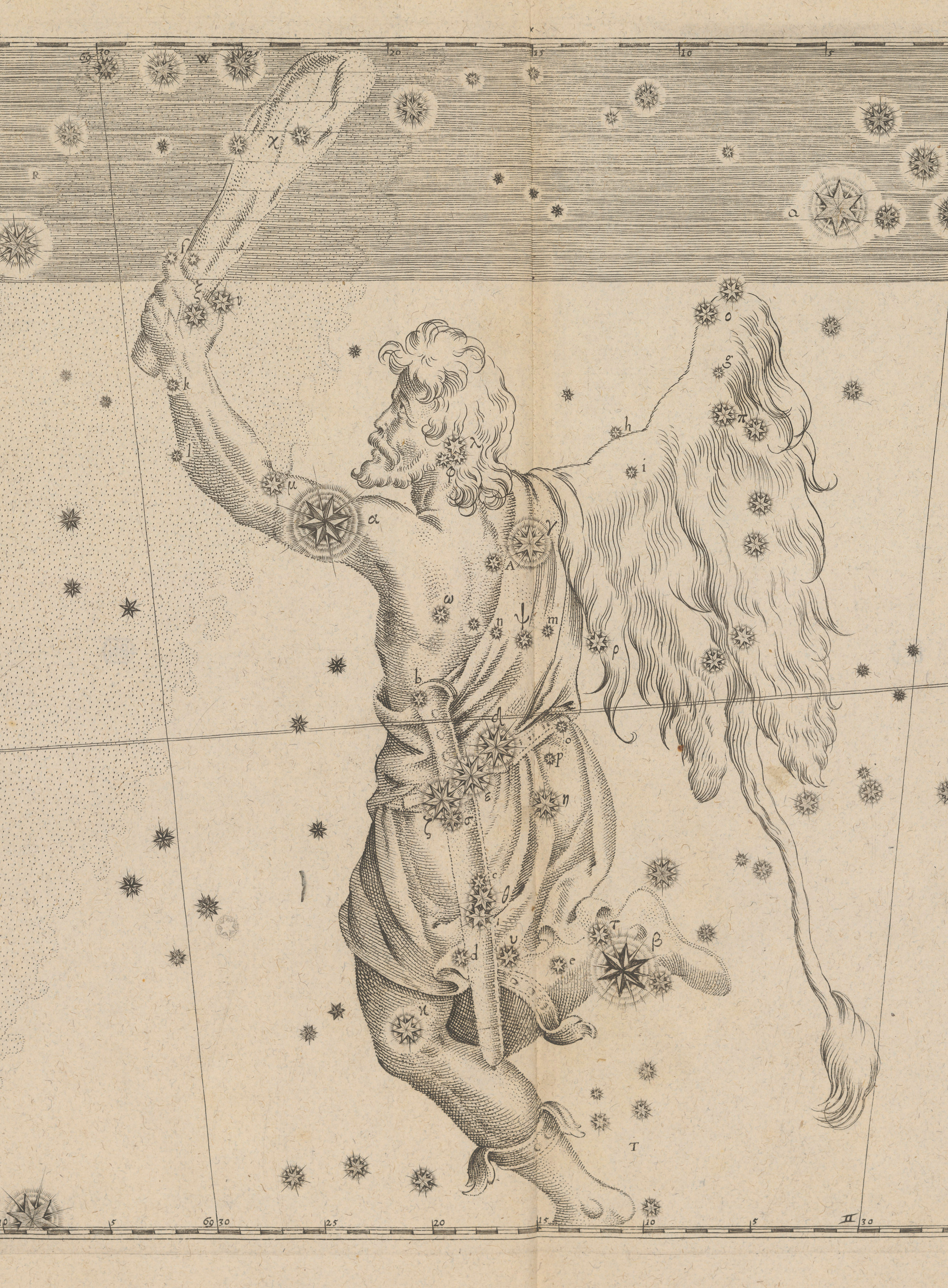
Grabado de la constelación de Orión de la Uranometria de Johann Bayer, (1603). Biblioteca del Observatorio Naval de los Estados Unidos.

En la mitología griega Orión ( en griego: Ὠρίων o Ωαρίων; latín: Orion o más raramente Oarion) es un cazador gigantesco renombrado por su hermosura, a quien Zeus (o posiblemente Artemisa) puso en las estrellas como una constelación.

## Generalidades
Las fuentes clásicas recogen varias versiones diferentes acerca de Orión. Existen dos versiones principales acerca de su nacimiento y varias respecto a su muerte. Los episodios más importantes de su vida son: su nacimiento en Beocia, su visita a la isla de Quíos donde se encontró con Mérope y fue cegado por su padre Enopión, la recuperación de la vista en la isla de Lemnos, su cacería junto con Artemisa en Creta, su muerte causada por una flecha lanzada por Artemisa o por un escorpión gigante y su elevación a los cielos por la misma Artemisa, o por Zeus, como la constelación de Orión.
En literatura griega aparece como un gran cazador en la Odisea de Homero, donde Odiseo ve su sombra en el inframundo. La leyenda básica de Orión está relatada por recopiladores de mitos helenísticos y romanos pero no hay una versión literaria de sus aventuras comparable, por ejemplo, a la de Jasón en la Argonáuticas de Apolonio de Rodas o la Medea de Eurípides. En el poema Fastos de Ovidio, en el mes de mayo se cita el nacimiento de Orión. Los fragmentos legendarios supervivientes han proporcionado un campo abonado para la imaginación sobre la prehistoria y mitología griegas.
Orión ha jugado varios papeles en la cultura de la antigua Grecia. La historia de las aventuras de Orión el cazador es una de las que nos quedan más evidencias: es la personificación de la constelación de su mismo nombre, fue venerado como héroe, en el sentido griego, en la región de Beocia y hay un pasaje etiológico que dice que Orión fue el responsable del aspecto actual de los estrechos de Sicilia.

### Ascendencia, descendencia y amoríos
En cuanto a su abolengo, unos dicen que Orión era hijo de Poseidón y Euríale, la hija de Minos, y que le fue concedido un don especial, de modo que caminaba sobre las olas como sobre la tierra. O la hija de Minos y madre de Orión es Brile o Híeles. Otros refieren que nació de la tierra y por lo tanto era uno de los autóctonos. O bien su padre fue Hirieo de Hiria o acaso Enopión. Los autores latinos ya refieren que Orión nació de la orina vertida en la tierra, de manos de Júpiter (Zeus), Neptuno (Poseidón) y Mercurio (Hermes); en esta versión Hirieo sería su padre adoptivo. O bien una versión medieval nos dice que Orión y su hermana Candíope eran hijos de Enopión.
Sobre su descendencia y amoríos, es sabido que la escuela beocia de poesía épica estaba muy interesada en las genealogías de dioses y héroes. Muchos otros mitos le fueron añadidos al de Orión en este sentido. Un fragmento de papiro de la poetisa beocia Corina le atribuye cincuenta hijos innominados— probablemente habidos con las ninfas del Cefiso— incluyendo al único con nombre, el héroe oracular Acrafón, que le dio a Asopo un oráculo sobre el rapto de sus hijas por los dioses. Corina escribió que Orión conquistó y nombró toda la tierra oriental beocia. También se cree que Orión ha tenido y emitido oráculos. Higino dice que la madre de Hilas era la ninfa Menódice, hija de Orión. Otro mitógrafo, Antonino Liberal, dice que Menipe y Metíoque, hijas de Orión, se sacrificaron por el bien de su patria y fueron transformadas en cometas; ahora son llamadas las Corónides. En la Tebaida se cita a un tal Driante, que participó en la expedición de los siete contra Tebas. El argonauta Eufemo se dice hijo de Poseidón y de Europa, hija de Orión; o bien Europa fue madre de Doris, a su vez madre de Eufemo por Poseidón.
En la Biblioteca mitológica se enumeran sus amoríos. Orión se unió primero con Side, a la que Hera arrojó al Hades por rivalizar con ella en belleza. Más tarde fue a Quíos y pretendió a Mérope, hija de Enopión, que otros llaman Aero. Eos, enamorada de Orión, lo arrebató y lo transportó a Delos. Violó a a Opis, una de las doncellas venida de los hiperbóreos, o bien lo intentó con Artemisa. También intentó forzar a Pléyone y a sus hijas, las Pléyades.

## Literatura

### Homero y Hesíodo
Orión es mencionado en las más antiguas obras supervivientes de la literatura griega, que datan de los siglos VII a. C. u VIII a. C.
En la Ilíada de Homero, Orión es descrito como una constelación y la estrella Sirio como su perro. En la Odisea, Odiseo le ve cazando en el inframundo con un garrote de bronce.  También es mencionado como una constelación, como el amante de Eos, la diosa del amanecer, como asesinado por Artemisa  y como el más hermoso de los mortales. En los Trabajos y días  de Hesíodo, Orión es también una constelación cuyos movimientos son usados para datar las faenas agrícolas.

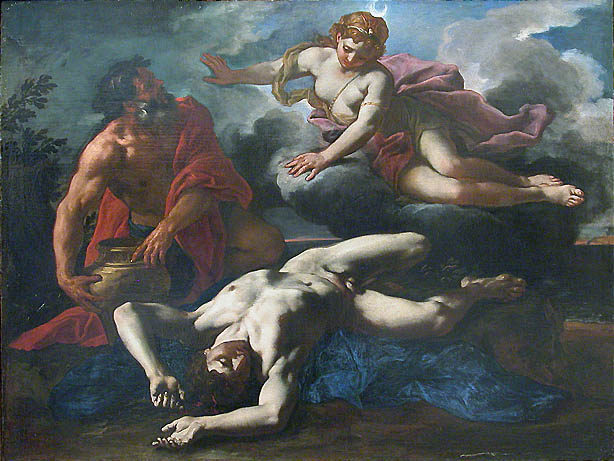
Pintura de Daniel Seiter de Diana sobre el cuerpo de Orión, antes de su ascensión a los cielos, (1685).

La leyenda de Orión fue íntegramente contada en una obra perdida de Hesíodo, probablemente la Astronomía. Esta versión es conocida a través de la obra sobre constelaciones de un autor helenístico, quien da un largo resumen sobre lo escrito por Hesíodo en relación con Orión.
De acuerdo con esta versión, Orión era el hijo de Poseidón y Euríale,  hija de Minos, rey de Creta. Orión tenía el don de andar sobre las aguas, concedido por su padre, Poseidón. Fue hasta la isla de Quíos donde se emborrachó y atacó a Mérope, hija de Enopión. En venganza, Enopión cegó a Orión y lo expulsó de Quíos. Orión se encaminó a Lemnos donde el dios Hefesto tiene su forja. Hefesto le dijo a su criado Cedalión que le guiara al extremo oriente, donde  Helio, el Sol, le curaría. Orión llevó a hombros a Cedalión, mientras este le guiaba. Retornó a Quíos para castigar a Enopión, pero este se escondió bajo tierra y escapó a la ira de Orión. Posteriormente Orión pasó a Creta donde cazó junto a la diosa Ártemis y su madre Leto. Durante el curso de la cacería se jactó de que podía matar a todos los animales y bestias de la Tierra. La Madre Tierra se alarmó y envió un gigantesco escorpión para matarle. El escorpión consiguió hacerlo y tras su muerte las diosas solicitaron a Zeus que pusiera a Orión entre las constelaciones del cielo. Zeus lo otorgó y en memoria de la muerte del héroe añadió también la constelación de Escorpión.

### Otras fuentes
Aunque Orión apenas ocupa unas pocas líneas en las obras de Homero y sólo es citado en los Trabajos y días de Hesíodo, muchas de las historias sobre él se registran en alusiones incidentales y en oscuros escritos posteriores. Ningún gran poeta ha relatado la leyenda. Las más antiguas fuentes sobre la leyenda de Orión son, en gran medida, notas marginales en poetas antiguos (escolios) o compilaciones por autores posteriores, el equivalente a las recopilaciones de referencia o enciclopedias de hoy. Incluso la leyenda recogida en la Astronomía de Hesíodo sobrevive en una de tales compilaciones. En muchos casos, incluyendo el resumen de la Astronomía, aunque la obra que ha llegado hasta nosotros lleva el nombre de un autor famoso, como Apolodoro de Atenas, Eratóstenes, o Higino, lo que sobrevive es o bien una antigua falsificación o bien un resumen de la compilación original por un escritor posterior de dudosa competencia. Los editores de estos textos sugieren que podían llevar los nombres de grandes autores porque eran resúmenes, e incluso notas de alumnos, basados en sus obras.

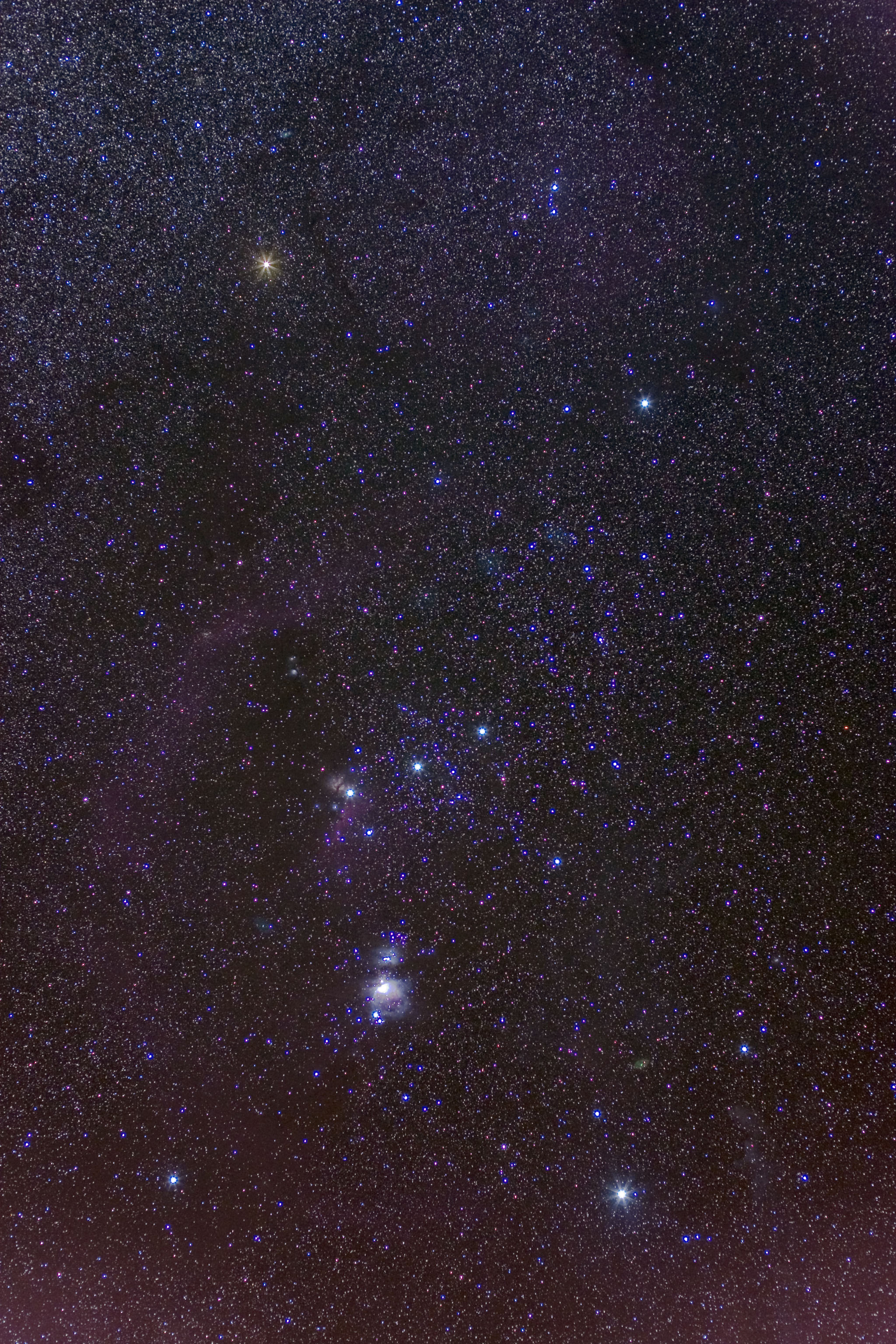
Imagen de la constelación de Orión. Las estrellas que forman en cuadrilátero exterior son Saiph, Betelgeuse, Rigel y Bellatrix y las tres que forman el cinturón de Orión son Mintaka, Alnitak y Alnilam, también conocidas como Las Tres Marías.

En los márgenes de la copia realizada por la emperatriz Elia Eudoxia de la Ilíada hay una nota resumiendo al poeta helenístico, Euforión de Calcis, del siglo II a. C., que cuenta el nacimiento de gigante Orión en Tanagra: las tres deidades, Zeus, Hermes y Poseidón fueron de incógnito a visitar a Hirieo de Tanagra quien cocinó un buey entero para ellos. Cuando los dioses le ofrecieron concederle un deseo por su hospitalidad, Hirieo pidió tener un hijo. Los dioses tomaron el pellejo del buey, eyacularon u orinaron en él, y lo enterraron. Le dejaron instrucciones de que a la décima lunación lo desenterrara. Cuando lo hizo se encontró con un niño, a quien llamó Urión, el que orina.
Una segunda versión completa, pero incluso más corta que la de Hesíodo, está recogida en una colección romana de mitos basada en la obra del mitólogo y poeta Ferécides de Leros. Orión es aquí descrito como nacido de la tierra, autóctono y divino en sentido estricto, aunque también se mencionan a Poseidón y Hermes como sus padres, y enorme en estatura. Incluye además un primer matrimonio con Side antes de conocer a Mérope, ambas imágenes producidas por Zeus con éter de la bóveda celeste. Todo lo que se conoce de Side es que Hera la arrojó al Hades por rivalizar con ella en belleza. También da una versión de su muerte distinta de la homérica: Eos, la Aurora, se enamoró de Orión y se lo llevó a Delos donde Ártemis lo mató.
Otra narración sobre Orión, de tres párrafos de longitud, se debe a un escritor latino cuyas breves anotaciones han llegado hasta nosotros a nombre de Higino. Este cita como fuentes a Calímaco, a Aristómaco y a Istro y comienza con la historia del nacimiento de Orión en la piel de toro y sitúa la acción en Tebas o en Quíos. Existen dos versiones del propio Higino, en una de las cuales omite la presencia de Poseidón, que es, según la moderna crítica, la versión más antigua y concordante con la original. La misma fuente cuenta dos versiones diferentes de la muerte de Orión. La primera dice que Orión vivía en "cercana intimidad" con Enopión y queriendo demostrarle su habilidad para la caza, se jactó ante Ártemis y Leto de que podía matar cualquier animal sobre la tierra. La Madre Tierra se alarmó y envió el escorpión, que le mató. En la segunda, Ártemis se enamora de Orión enojando de ese modo a su hermano Apolo. En una ocasión en que este ve a Orión nadando tan lejos que sólo podía vérsele la cabeza, retó a Ártemis a que alcanzase con una flecha el bulto oscuro que se podía observar, y acertándole, mató a Orión.
Higino conecta Orión con más constelaciones aparte de la de Escorpión. Orión trató de violar a Pléyone mientras viajaba ella por Beocia junto a sus hijas las Pléyades. Ellas escaparon pero Orión las persiguió durante siete años hasta que Zeus, compadecido de su huida, las elevó a los cielos. Sus perros están representados por las constelaciones de Can mayor y Can menor. Persiguen a la constelación de la Liebre, aunque a decir de Higino, a algunos críticos, como Calímaco, les parece poca presa y lo representan persiguiendo al Toro.
Un mitógrafo renacentista, Natalis Comes, añadió los nombres de los perros de Orión: Leucomelena, Mera, Dromis, Ciseta, Lampuris, Licoctono, Ptoófago y Arctofono.

### Variantes
Hay numerosas variantes en otros autores. Muchas de ellas son referencias incidentales en poemas y escolios. El poeta romano Virgilio, en la Eneida, muestra a Orión como un gigante vadeando el Mar Egeo con las olas rompiendo en sus hombros, en vez de cómo le reflejan lo mitógrafos, caminando por las aguas. Hay varias referencias a Hirieo como el padre de Orión lo que le conecta con varios lugares de Beocia, incluyendo Hiria. Esta puede bien ser la historia original ya que Hirieo es, presumiblemente, el epónimo de Hiria. También se le suele llamar Eneo, aunque no se debe confundir con el calidonio Eneo.

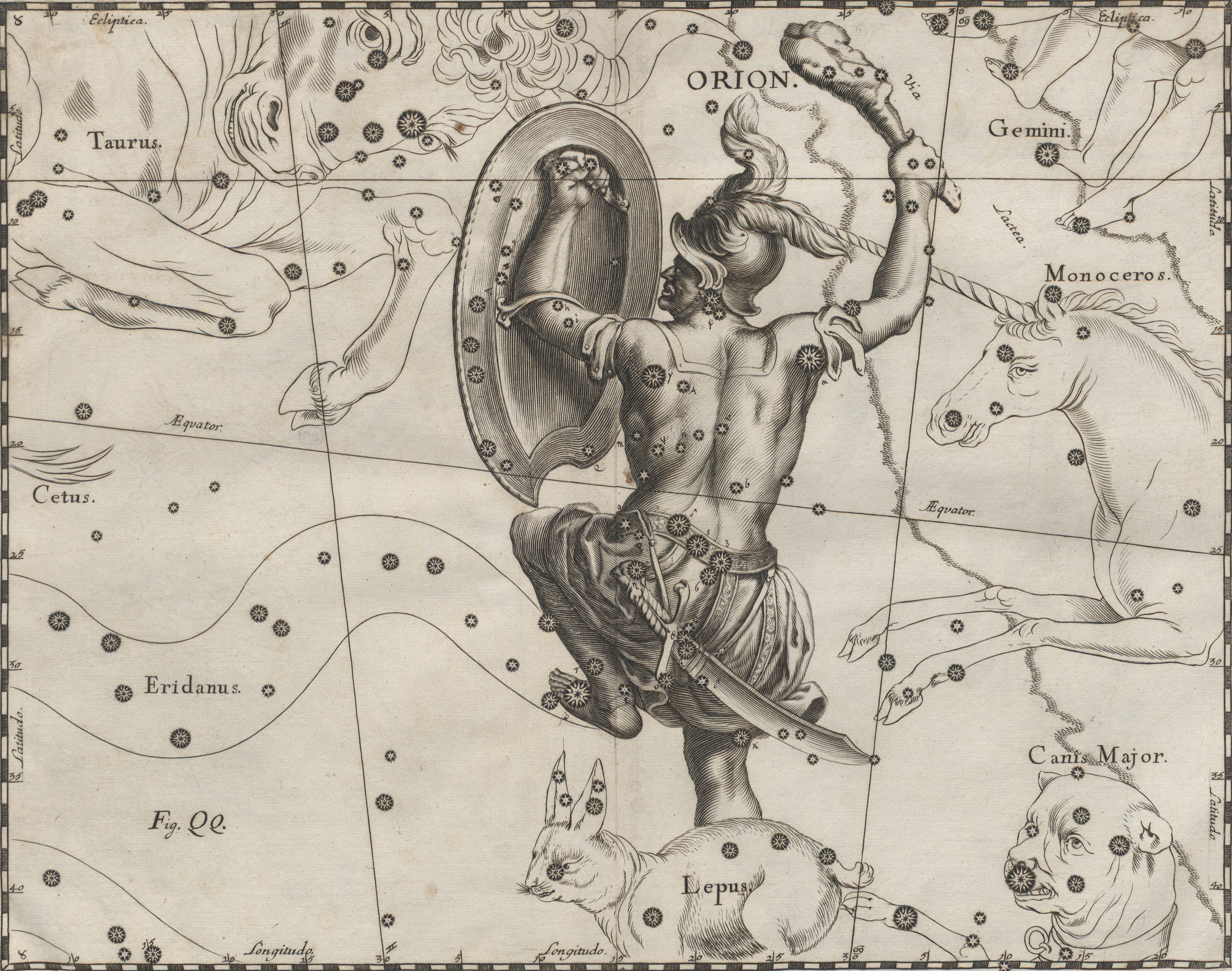
Dibujo de la constelación de Orión de Johannes Hevelius en su catálogo Uranographia de 1690.

El escolio de Natalis Comes dice, al igual que Hesíodo, que Orión era hijo de Poseidón y su madre una hija de Minos, pero es esta ocasión su nombre es Brille o Hieles. Hay dos versiones en las que Ártemis mata a Orión, tanto con su flecha o accidentalmente por el escorpión. En la segunda variante, Orión muere por la picadura del escorpión como cuenta Hesíodo, y aunque Orión nunca derrota al escorpión, en muchas variantes este muere también de sus heridas. Ártemis puede aparecer por dos motivos, uno es que Orión se jactó de su habilidad de cazador y retó a la diosa a un duelo de lanzamiento de disco, mientras que en el segundo es porque Orión trato de seducir a Opis, una de las sacerdotisas hiperbóreas de Ártemis o a Ártemis misma.
Arato, en una breve descripción en su obra Fenómenos, dice que Orión atacó a Ártemis mientras cazaban en Quíos y que el escorpión lo mató allí. Según Nicandro, en su Theriaca, el escorpión era de tamaño normal y se escondía debajo de una pequeña piedra. Muchas versiones de la historia que continúan después de la muerte de Orión cuentan su ascenso y el del escorpión a los cielos, pero también aquí hay variantes. Los poetas difieren enormemente acerca de a quien quiso resucitar Asclepio, el argivo Telesarco dice que Asclepio resucitó a Orión y no a Hipólito. Otras autoridades antiguas citan anónimamente que Asclepio sanó a Orión después de que fuera cegado por Enopión.
La historia de Orión y Enopión también varía. Una fuente comenta que Mérope es la esposa de Enopión y no su hija. Otra, que Mérope es la hija de Minos y no de Enopión. Partenio de Nicea, por su parte, describe a Orión cazando en Quíos y robando a los habitantes con la excusa de conseguir el precio de la mano de la hija de Enopión, que es llamada Aero. Enopión no quería casar a su hija con alguien como Orión, que, frustrado y bebido, trató de raptarla, pero Enopión se le opuso y lo cegó.

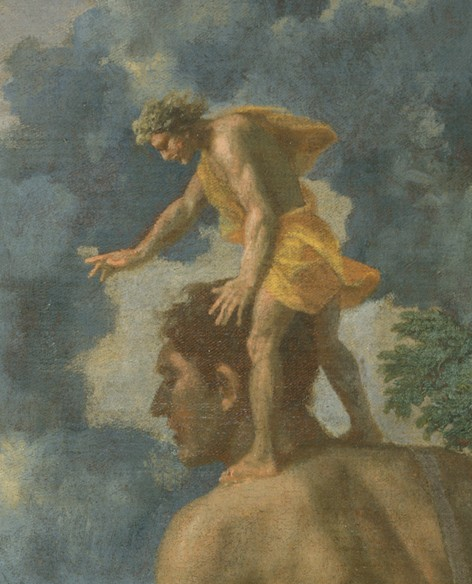
Nicolas Poussin. Paisaje con Orión ciego buscando al Sol. Óleo sobre tabla. 1658.

Luciano de Samosata incluye una imagen de Orión en una descripción retórica de un edificio ideal, en la que Orión está andando hacia el sol naciente en las cercanías de Lemnos, Cedalión en sus hombros y Hefesto mirándolo desde el fondo.
Fuentes latinas añaden que Enopión era hijo de Dioniso. Dioniso envió sátiros para sumir a Orión en un profundo sueño de manera que así pudiese ser cegado. Una fuente comenta la misma historia pero convierte a Enopión en Minos de Creta. Añade que un oráculo le dijo a Orión que podía recobrar la vista andando hacia el este, que encontraría su camino oyendo el martillo de un cíclope que llevaría a hombros. Es presumiblemente una recomposición de la historia de Cedalión. Tanto Hefesto como los cíclopes han sido fabricantes de rayos, por lo que aparecen combinados en varias fuentes. Un escolio en un poema latino cuenta que Hefesto le dio un caballo a Orión.
Giovanni Boccaccio, citando a Teodoncio, describe la historia de que Orión y Candíope son hijos de Enopión, rey de Sicilia. Mientras el casto Orión dormía en una cueva, Afrodita lo encantó. Cuando dejaba la cueva, vio a su hermana mientras cruzaba delante de él, y la violó. Cuando su padre se enteró, los desterró. Orión consultó a un oráculo, que le dijo que si iba al este ganaría la gloria de poseer un reino. Orión, Candíope y su hijo Hipólogo navegaron hasta Tracia, conquistaron el reino y fue conocido como hijo de Poseidón. Su hijo tuvo a Drías, defensor de Tebas en la guerra de los Siete contra Tebas, como cita Estacio.

## Culto y percepción popular
En la antigua Grecia, se rendía culto a Orión en la región de Beocia. El número de lugares asociados con su nacimiento sugiere que este culto estaba bastante extendido. Hiria, la más frecuentemente mencionada, estaba en el territorio de Tanagra. Una fiesta de Orión se celebró en Tanagra hasta los días del Imperio Romano. Allí estaba situada la tumba del héroe, probablemente al pie del monte Cericio, hoy monte Tanagra. Se ha afirmado que Orión era el héroe nacional de los beocios tanto como lo eran Cástor y Pólux para los dorios, basándose en un epigrama ateniense acerca de la batalla de Coronea en la que Orión le dio al ejército beocio un oráculo y posteriormente luchó de su lado y derrotó a los atenienses.

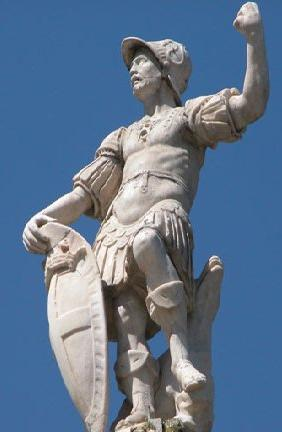
La fuente de Orión, en Mesina (Italia).

Orión tiene asimismo una conexión etiológica con la ciudad de Mesina en la isla de Sicilia, Italia. Diodoro Sículo escribió una historia del mundo que comenzando por la época de los dioses y héroes, acaba en su tiempo, el reinado de Augusto. En ella habla de Orión y de dos historias fantásticas de sus grandes trabajos en Sicilia. Una relata cómo ayudó a Zanclo a fundar Mesina construyendo el promontorio que forma el puerto de la ciudad. La otra relata que anteriormente existía una gran distancia entre la isla de Sicilia y la península itálica. Orión construyó el promontorio de Peloris o Punta del Faro, creando el estrecho actual, y el templo de Poseidón sobre él. Después se mudó a Eubea. Fue por esta causa por lo que fue puesto en el cielo como constelación.
El historiador y matemático renacentista Francesco Maurolico, originario de Mesina, identificó los restos de un templo de Orión cerca la actual Catedral de Mesina. Asimismo diseñó una fuente ornamental construida por el escultor Giovanni Angelo Montorsoli en 1547 en la que Orión es la figura central simbolizando al emperador Carlos V tras su victoria en Túnez en 1535. Orión es todavía un símbolo popular de la ciudad.
Las imágenes de Orión en el arte clásico son difíciles de reconocer. Los ejemplos claros son raros. Hay numerosas imágenes griegas antiguas de cazadores con una maza o garrote que puede que representen a Orión, pero esos ejemplos genéricos pueden representar un cazador arquetípico o incluso al mismo Heracles.
Se ha asegurado que en otras manifestaciones del arte griego se ha representado el mito de Orión. Una de estas manifestaciones es la cerámica griega del siglo V a. C., supuestamente simbolizando la esperanza de que incluso el criminal Orión puede ser convertido en inmortal. Se ha identificado una escena de Apolo, con la palma delia en la mano, vengándose de Orión por el intento de violación de su hermana Ártemis, y otra en la que se ve a Orión atacando a Ártemis mientras es vengada por una serpiente, en vez de un escorpión, en un grupo funerario. Igualmente, en el friso de una tumba en Tarento, aproximadamente del 300 a. C., puede que esté representada la escena de Orión atacando a Opis. Pero la más antigua y clara representación de Orión en el arte clásico es romana, en la representación del inframundo de la Odisea descubiertas en la colina Esquilino, del 50 o 40 a. C. Orión también está representado en un bajorrelieve del siglo IV actualmente fijado en un muro en el barrio portuario de Nápoles. La constelación de Orión empieza a ser visible en noviembre, al final de la temporada de navegación, y estaba asociada al tiempo tormentoso y esa caracterización se extiende también al propio mito de Orión. El bajorrelieve posiblemente este asociado a los marineros de la ciudad.

## Interpretaciones

### El Renacimiento

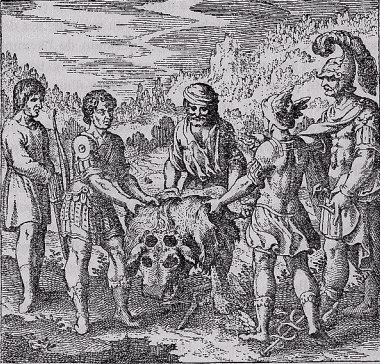
Apolo, Vulcano y Mercurio engendran a Orión en una alegoría del "Filius Philosophorum" de la obra de Michael Maier La fuga de Atalanta (1617).

Los mitógrafos han discutido acerca de Orión y del conocimiento clásico desde el Renacimiento. Las interpretaciones renacentistas son alegóricas. En siglo XIV, Boccaccio interpretó la historia de la piel de buey como una representación de la concepción humana, la piel es el útero, Neptuno la humedad del semen, Júpiter el calor y Mercurio la frialdad femenina. También explica la muerte de Orión a manos de la diosa lunar Diana como la luna produciendo tormentas de nieve. Natalis Comes, en el siglo XVI, interpretó la historia entera de Orión como una alegoría de la evolución de una nube tormentosa compuesta de aire, Zeus, agua, Poseidón y sol, Apolo. La nube se difunde, Quíos deriva de la raíz griega χέω, derramar, se alza a través del aire, Aërope o Mérope, se enfría , Orión es ciego, y es convertida en lluvia por la luna, Ártemis. Asimismo da una explicación de porque Orión puede caminar sobre las aguas. De manera similar, la concepción de Orión le hizo un símbolo del Filius philosophorum, una alegoría de la filosofía que se alimenta de varias fuentes, los tres dioses, tanto en el Renacimiento como en obras de alquimia, con algunas variaciones. El alquimista alemán Michael Maier lista como padres a Apolo, Vulcano y Mercurio.

### Modernas
Los modernos mitógrafos han visto en el mito de Orión una vía para acceder directamente a los cuentos del folklore local y prácticas de culto religiosas sin la interferencia de la antigua alta cultura, muchos de ellos han explicado a Orión en función de su propia interpretación de la prehistoria griega y cómo la mitología la representa. Hay puntos de acuerdo general entre ellos, por ejemplo, el ataque a Opis es un ataque a Ártemis misma ya que Opis es uno de los nombres de la diosa. Se produjo un movimiento a finales del siglo XIX en el que se interpretó a todos los héroes beocios como meras personificaciones de constelaciones. Desde entonces se ha llegado al acuerdo general de que el mito de Orión es anterior a que la constelación fuese llamada así en su honor. Homero, por ejemplo, menciona a Orión el cazador y Orión la constelación, pero nunca confunde uno con otra. Una vez que Orión fue reconocida como una constelación, la astronomía afectó al mito. La historia de Side bien puede ser una pieza de mitología astronómica. La palabra griega side significa granada, fruta que se recoge mientras Orión, la constelación, puede ser vista en el cielo nocturno. Rose sugiere que está conectado con Sidae en Beocia y que la granada, un signo del inframundo, está conectada con su descenso al mismo.
El autor del siglo XIX Erwin Rohde vio en Orión un ejemplo de cómo los griegos borraban la línea entre los dioses y la humanidad, es decir, si Orión estaba en los cielos, quería decir que otros mortales podían esperar en hacer lo mismo.
El mitógrafo húngaro Károly Kerényi, uno de los fundadores del moderno estudio de la mitología griega, retrata a Orión como un gigante de titánico vigor y criminalidad, nacido fuera de su madre como Dioniso y como Ticio. Kerényi hace mucho énfasis en la variante de que Mérope es la esposa de Enopión. Ve en esto una rememoración de una forma perdida del mito en la que Mérope era la madre de Orión, convertida por generaciones posteriores en madrastra. El cegamiento de Orión es entonces paralelo al de Edipo o el de Egipto. Orión es retratado como un héroe cazador chamánico, superviviente de los tiempos de Minos, de ahí su relación con Creta. Kerényi describe Hirieo, e Hiria, como una palabra proveniente del dialecto cretense, ὕρον - hyron, que significa colmena que sobrevive únicamente en diccionarios antiguos. Desde esta asociación convierte a Orión en un representante de las antiguas culturas bebedoras de hidromiel, sustituidas por las nuevas bebedoras de vino representadas por Enopión y Eneo; la palabra griega para vino era oinos. Fontenrose cita una fuente afirmando que Enopión enseñó a los habitantes de Quíos como hacer vino antes de que nadie supiese hacerlo.
Para Fontenrose, Orión es un héroe del tipo grotesco. Lo asemeja a Cúchulainn, esto es, más fuerte, más grande, más potente que el hombre ordinario, y al violento amante de la Divina Cazadora. Orión ha sido igualmente identificado con Acteón, Leucipo, hijo de Enómao, Céfalo, Tiresias y Zeus como amante de Calisto. Fontenrose también ve en el paralelismos con figuras orientales como Aqhat, Atis, Tammuz, Gilgamesh, Dushianta y el patriarca hinduista Prayápati (como perseguidor de la diosa Ushás).
Robert Graves ve en Enopión a un rey sagrado anual, que debe morir al finalizar su mandato y ser sustituido por otro, en este caso Orión, que es quien muere en su lugar. La ceguera es una iconotropía proveniente de la imagen de Odiseo cegando al cíclope mezclada con una leyenda solar puramente helénica: el héroe solar es capturado y cegado por los enemigos al oscurecer, pero escapa y recupera su sitio al amanecer. Graves ve el resto del mito como un sincretismo de diversas historias; entre ellas, la de Gilgamesh, la del escorpión enviado por Seth para matar a Horus para ser posteriormente resucitado por Ra, el sol; la historia de Aqhat y Yatpan de Ugarit y la historia de las sacerdotisas de Artemis Opis que mataron a un visitante de su isla de Ortigia. Compara el nacimiento de Orión a partir de la piel del buey con un rito africano para provocar la lluvia, lo que enlaza con que al ser hijo de Poseidón tiene el poder de producir lluvia.